# Led Zeppelin Remasters
| Оценки критиков | Оценки критиков |
| Источник        | Оценка          |
| --------------- | --------------- |
| AllMusic        | [ 1 ]           |

Led Zeppelin Remasters — сборник британской рок-группы Led Zeppelin состоящий из трёх виниловых пластинок (также были издания с двумя аудиокассетами или компакт-дисками) весь материал которых полностью прошёл процедуру ремастеринга. Компиляция, содержащая песни с восьми из девяти студийных альбомов группы, первоначально была выпущена в Великобритании и Японии лейблом Atlantic Records — 15 октября 1990 года. Сборник, по сути, представляет собой урезанную версию четырехдискового бокс-сета Led Zeppelin (Led Zeppelin Boxed Set), изданного в том же году.
Сборник появился на свет в результате идеи переиздания дискографии Led Zeppelin на компакт-дисках, возникшей в конце 1980-х. Led Zeppelin были одной из первых рок-групп альбомы которой переиздали на CD, однако, так как лейбл спешил извлечь быструю выгоду из нового музыкального формата, материал первого компакт-дискового переиздания базировался не на повторно отрегулированных (англ. re-equalised) мастер-лентах, а на плёнках, громкость которых была уже отрегулирована ранее для оригинальных виниловых пластинок. В свою очередь, процессом мастеринга сборника Led Zeppelin Remasters руководил лично Джимми Пейдж, гитарист и продюсер группы, и его содержание было основано именно на архиве мастер-лент Led Zeppelin.

## Список композиций
| №  | Название                                                  | Автор(ы)                                           | Длительность |
| -- | --------------------------------------------------------- | -------------------------------------------------- | ------------ |
| 1. | «Communication Breakdown» (из альбома Led Zeppelin, 1969) | Джон Бонем, Джон Пол Джонс и Джимми Пейдж          | 2:29         |
| 2. | «Babe I'm Gonna Leave You» (из альбома Led Zeppelin)      | Энн Бредон, Пейдж и Роберт Плант                   | 6:42         |
| 3. | «Good Times Bad Times» (из альбома Led Zeppelin)          | Бонем, Джонс и Пейдж                               | 2:45         |
| 4. | «Dazed and Confused» (из альбома Led Zeppelin)            | Пейдж (источником вдохновения послужил Джек Холмс) | 6:26         |
| 5. | «Heartbreaker» (из альбома Led Zeppelin II, 1969)         | Бонем, Джонс, Пейдж и Плант                        | 4:14         |

| №   | Название                                                         | Автор(ы)                                  | Длительность |
| --- | ---------------------------------------------------------------- | ----------------------------------------- | ------------ |
| 6.  | «Whole Lotta Love» (из альбома Led Zeppelin II)                  | Бонем, Вилли Диксон, Джонс, Пейдж и Плант | 5:34         |
| 7.  | «Ramble On» (из альбома Led Zeppelin II)                         | Пейдж и Плант                             | 4:23         |
| 8.  | «Since I've Been Loving You» (из альбома Led Zeppelin III, 1970) | Джонс, Пейдж и Плант                      | 7:24         |
| 9.  | «Celebration Day» (из альбома Led Zeppelin III)                  | Джонс, Пейдж и Плант                      | 3:28         |
| 10. | «Immigrant Song» (из альбома Led Zeppelin III)                   | Пейдж и Плант                             | 2:23         |

| №   | Название                                              | Автор(ы)                    | Длительность |
| --- | ----------------------------------------------------- | --------------------------- | ------------ |
| 11. | «Black Dog» (из альбома Led Zeppelin IV, 1971)        | Джонс, Пейдж и Плант        | 4:54         |
| 12. | «Rock and Roll» (из альбома Led Zeppelin IV)          | Бонем, Джонс, Пейдж и Плант | 3:40         |
| 13. | «The Battle of Evermore» (из альбома Led Zeppelin IV) | Пейдж и План                | 5:57         |
| 14. | «Stairway to Heaven» (из альбома Led Zeppelin IV)     | Пейдж и План                | 8:02         |

| №   | Название                                                          | Автор(ы)                    | Длительность |
| --- | ----------------------------------------------------------------- | --------------------------- | ------------ |
| 15. | «The Song Remains the Same» (из альбома Houses of the Holy, 1973) | Пейдж и План                | 5:28         |
| 16. | «D'yer Mak'er» (из альбома Houses of the Holy)                    | Бонем, Джонс, Пейдж и Плант | 4:21         |
| 17. | «No Quarter» (из альбома Houses of the Holy)                      | Джонс, Пейдж и Плант        | 7:01         |
| 18. | «Houses of the Holy» (из альбома Physical Graffiti, 1975)         | Пейдж и Плант               | 4:03         |

| №   | Название                                              | Автор(ы)             | Длительность |
| --- | ----------------------------------------------------- | -------------------- | ------------ |
| 19. | «Trampled Under Foot» (из альбома Physical Graffiti)  | Джонс, Пейдж и Плант | 5:35         |
| 20. | «Kashmir» (из альбома Physical Graffiti)              | Бонем, Пейдж и Плант | 8:32         |
| 21. | «Nobody's Fault but Mine» (из альбома Presence, 1976) | Пейдж и Плант        | 6:27         |

| №   | Название                                                 | Автор(ы)             | Длительность |
| --- | -------------------------------------------------------- | -------------------- | ------------ |
| 22. | «Achilles Last Stand» (из альбома Presence)              | Пейдж и Плант        | 10:23        |
| 23. | «All My Love» (из альбома In Through the Out Door, 1979) | Джонс и Плант        | 5:51         |
| 24. | «In the Evening» (из альбома In Through the Out Door)    | Джонс, Пейдж и Плант | 6:49         |

- Композиции «Misty Mountain Hop» и «The Rain Song» не были включены в виниловое издание альбома.

## Чарты и сертификация
| Чарт (1990)                    | Высшая позиция |
| ------------------------------ | -------------- |
| UK Albums Chart                | 10             |
| Japanese Albums Chart          | 32             |
| German Albums Chart            | 13             |
| Swiss Albums Chart             | 24             |
| Australian ARIA Albums Chart   | 1              |
| New Zealand RIANZ Albums Chart | 3              |
| Finnish Albums Chart           | 1              |
| Dutch Albums Chart             | 33             |
| Swedish Albums Chart           | 21             |
| Belgian Albums Chart (Walloon) | 32             |
| Belgian Albums Chart (Flemish) | 46             |
| Spanish Albums Chart           | 12             |
| Austrian Albums Chart          | 19             |
| Norwegian Albums Chart         | 8              |

| Регион | Сертификация   | Продажи    |
| --- | -------------- | ---------- |
| Аргентина (CAPIF) | Платиновый     | 60 000^    |
| Австралия (ARIA) | 10× Платиновый | 700 000^   |
| Бразилия (ABPD) | Золотой        | 100 000*   |
| Финляндия (Musiikkituottajat)                                                                                            | Золотой        | 35,440     |
| Франция (SNEP) | Платиновый     | 300 000*   |
| Германия (BVMI) | Платиновый     | 500 000^   |
| Новая Зеландия (RMNZ) | 11× Платиновый | 165 000^   |
| Норвегия (IFPI Norway)                                                                                                   | Золотой        | 25 000*    |
| Испания (PROMUSICAE) | Платиновый     | 100,000^   |
| Швейцария (IFPI Switzerland)                                                                                             | Золотой        | 25 000^    |
| Великобритания (BPI) | 2× Платиновый  | 600 000^   |
| Итого |                |            |
| Европа (IFPI) | 3× Платиновый  | 3 000 000* |
| * Данные о продажах приведены только на основе сертификации. ^ Данные о тиражах приведены только на основе сертификации. |                |            |

## История релиза
| Страна         | Дата            | Лейбл            | Формат       | Номер каталога |
| -------------- | --------------- | ---------------- | ------------ | -------------- |
| Великобритания | 15 октября 1990 | Atlantic Records | 3LP (33 rpm) | ZEP 1          |
| Великобритания | 15 октября 1990 | Atlantic Records | 2CD          | 80415-2        |

## Участники записи
| Led Zeppelin - Джон Бонем — ударные, перкуссия - Джон Пол Джонс — бас-гитара, клавишные, мандолина - Джимми Пейдж — акустическая и электрогитара, продюсер, мастеринг, цифровой ремастеринг - Роберт Плант — вокал, губная гармоника Дополнительные музыканты - Сэнди Денни — вокал в композиции «The Battle of Evermore». - Иэн Стюарт — фортепиано в композиции «Rock and Roll» | Технический персонал - Ив Бове — продюсер - Перри Купер — исполнительный продюсер - Боб Дефрин — арт-директор - Ларри Фрементл — дизайн - Питер Грант — исполнительный продюсер - Боб Грюн — фотографии - Ричард «Хатч» Хатчинсон — координатор дизайна - Джон Кьюбик — цифровое редактирование - Джордж Марино — цифровой ремастеринг - Дженнифер Мур — фотографии и изображения - Обри Пауэлл — фотографии - Джоди Ровин — дизайн - Ронда Шон — цифровое редактирование - Крис Вро — фотографии и изображения |

## Led Zeppelin Remasters (Bonus Disc edition)
Led Zeppelin Remasters (Bonus Disc edition) — трехдисковый/трехкассетный сборник британской рок-группы Led Zeppelin, выпущенный в США лейблом Atlantic Records 21 февраля 1992 года. Этот релиз включает в себя бонус-диск с интервью взятым у Джимми Пейджа, Роберта Планта и Джона Пола Джонса, который был упакован во вкладыш с таким же изображением, как и у оригинального Remasters.
| №   | Название                                                   | Автор(ы)                                           | Длительность |
| --- | ---------------------------------------------------------- | -------------------------------------------------- | ------------ |
| 1.  | «Communication Breakdown» (из альбома Led Zeppelin, 1969)  | Джон Бонем, Джон Пол Джонс и Джимми Пейдж          | 2:29         |
| 2.  | «Babe I'm Gonna Leave You» (из альбома Led Zeppelin)       | Энн Бредон, Пейдж и Роберт Плант                   | 6:42         |
| 3.  | «Good Times Bad Times» (из альбома Led Zeppelin)           | Бонем, Джонс и Пейдж                               | 2:45         |
| 4.  | «Dazed and Confused» (из альбома Led Zeppelin)             | Пейдж (источником вдохновения послужил Джек Холмс) | 6:26         |
| 5.  | «Whole Lotta Love» (из альбома Led Zeppelin II, 1969)      | Бонем, Вилли Диксон, Джонс, Пейдж и Плант          | 5:34         |
| 6.  | «Heartbreaker» (из альбома Led Zeppelin II)                | Бонем, Джонс, Пейдж и Плант                        | 4:14         |
| 7.  | «Ramble On» (из альбома Led Zeppelin II)                   | Пейдж и Плант                                      | 4:23         |
| 8.  | «Immigrant Song» (из альбома Led Zeppelin III, 1970)       | Пейдж и Плант                                      | 2:23         |
| 9.  | «Celebration Day» (из альбома Led Zeppelin III)            | Джонс, Пейдж и Плант                               | 3:28         |
| 10. | «Since I've Been Loving You» (из альбома Led Zeppelin III) | Джонс, Пейдж и Плант                               | 7:24         |
| 11. | «Black Dog» (из альбома Led Zeppelin IV, 1971)             | Джонс, Пейдж и Плант                               | 4:54         |
| 12. | «Rock and Roll» (из альбома Led Zeppelin IV)               | Бонем, Джонс, Пейдж и Плант                        | 3:40         |
| 13. | «The Battle of Evermore» (из альбома Led Zeppelin IV)      | Пейдж и Плант                                      | 5:57         |
| 14. | «Misty Mountain Hop» (из альбома Led Zeppelin IV)          | Джонс, Пейдж и Плант                               | 4:37         |
| 15. | «Stairway to Heaven» (из альбома Led Zeppelin IV)          | Пейдж и Плант                                      | 8:02         |

| №   | Название                                                          | Автор(ы)                    | Длительность |
| --- | ----------------------------------------------------------------- | --------------------------- | ------------ |
| 1.  | «The Song Remains the Same» (из альбома Houses of the Holy, 1973) | Пейдж и Плант               | 5:28         |
| 2.  | «The Rain Song» (из альбома Houses of the Holy)                   | Пейдж и Плант               | 7:39         |
| 3.  | «D'yer Mak'er» (из альбома Houses of the Holy)                    | Бонем, Джонс, Пейдж и Плант | 4:21         |
| 4.  | «No Quarter» (из альбома Houses of the Holy)                      | Джонс, Пейдж и Плант        | 7:01         |
| 5.  | «Houses of the Holy» (из альбома Physical Graffiti, 1975)         | Пейдж и Плант               | 4:03         |
| 6.  | «Kashmir» (из альбома Physical Graffiti)                          | Бонем, Пейдж и Плант        | 8:32         |
| 7.  | «Trampled Under Foot» (из альбома Physical Graffiti)              | Джонс, Пейдж и Плант        | 5:35         |
| 8.  | «Nobody's Fault but Mine» (из альбома Presence, 1976)             | Пейдж и Плант               | 6:27         |
| 9.  | «Achilles Last Stand» (из альбома Presence)                       | Пейдж и Плант               | 10:23        |
| 10. | «All My Love» (из альбома In Through the Out Door, 1979)          | Джонс и Плант               | 5:51         |
| 11. | «In the Evening» (из альбома In Through the Out Door)             | Джонс, Пейдж и Плант        | 6:49         |

Третий дискProfiled
- 1) Led Zeppelin Profile
- 2-8) Jimmy Page Station Liners
- 9-20) Jimmy Page interview
- 21-32) Robert Plant interview
- 33-43) John Paul Jones interview

Третий диск первоначально был выпущен под названием «Profiled», в качестве рекламного сопровождения к бокс-сету Led Zeppelin Boxed Set.

## Чарты
| Год  | Чарт             | Высшая позиция |
| ---- | ---------------- | -------------- |
| 1999 | US Billboard 200 | 47             |

## Сертификация
| Регион                                                      | Сертификация   | Продажи    |
| ----------------------------------------------------------- | -------------- | ---------- |
| Австралия (ARIA)                                            | 10× Платиновый | 700 000^   |
| США (RIAA)                                                  | 2× Платиновый  | 1 000 000^ |
| ^ Данные о тиражах приведены только на основе сертификации. |                |            |

## История релиза
| Страна | Дата            | Лейбл            | Формат | Номер каталога |
| ------ | --------------- | ---------------- | ------ | -------------- |
| США    | 21 февраля 1992 | Atlantic Records | 3CD    | 82371-2        |

## Участники записи
| Led Zeppelin - Джон Бонем — ударные, перкуссия - Джон Пол Джонс — бас-гитара, клавишные, мандолина - Джимми Пейдж — акустическая и электрогитара, продюсер, мастеринг, цифровой ремастеринг - Роберт Плант — вокал, губная гармоника | Дополнительные музыканты - Сэнди Денни — вокал в композиции «The Battle of Evermore». - Иэн Стюарт — фортепиано в композиции «Rock and Roll» |